# Eastman Kodak
Eastman Kodak (NYSE: EK) là một tập đoàn đa quốc gia Hoa Kỳ chuyên sản xuất các sản phẩm hình ảnh và thiết bị nhiếp ảnh. Nổi tiếng với phạm vi đa dạng các sản phẩm phim ảnh, Kodak đang tái tập trung vào hai thị trường chính: nhiếp ảnh kỹ thuật số và in ấn kỹ thuật số. Trong thế kỷ XX, đối thủ chính của Kodak là Fujifilm của Nhật Bản
Ngày 19 tháng 1 năm 2012, Kodak tuyên bố xin được bảo hộ phá sản.